# Einfarbstar
Der Einfarbstar (Sturnus unicolor) ist eine Vogelart aus der Gattung Sturnus in der Familie der Stare (Sturnidae).

## Lebensraum und Verbreitung

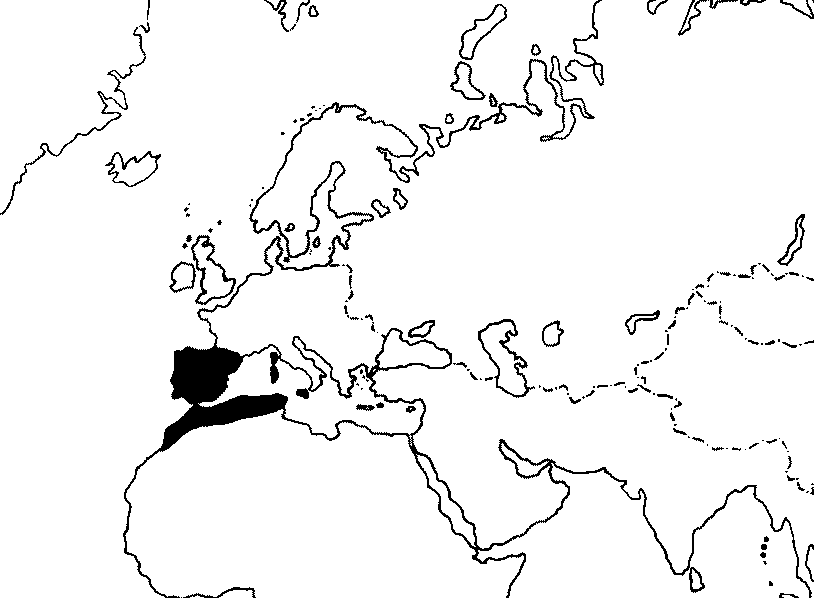
Verbreitungsgebiet des Einfarbstars

Der Einfarbstar lebt in Siedlungen und Gärten, teilweise auch in Olivenhainen oder auch auf Klippen, sofern diese Nistmöglichkeiten bieten.
Das Verbreitungsgebiet des Einfarbstars schließt im Süden Mitteleuropas an das des Stars an. Der Einfarbstar ist Standvogel in Spanien und der Nordküste Westafrikas. Weiterhin kommt er auf Sizilien und Sardinien vor.

## Merkmale

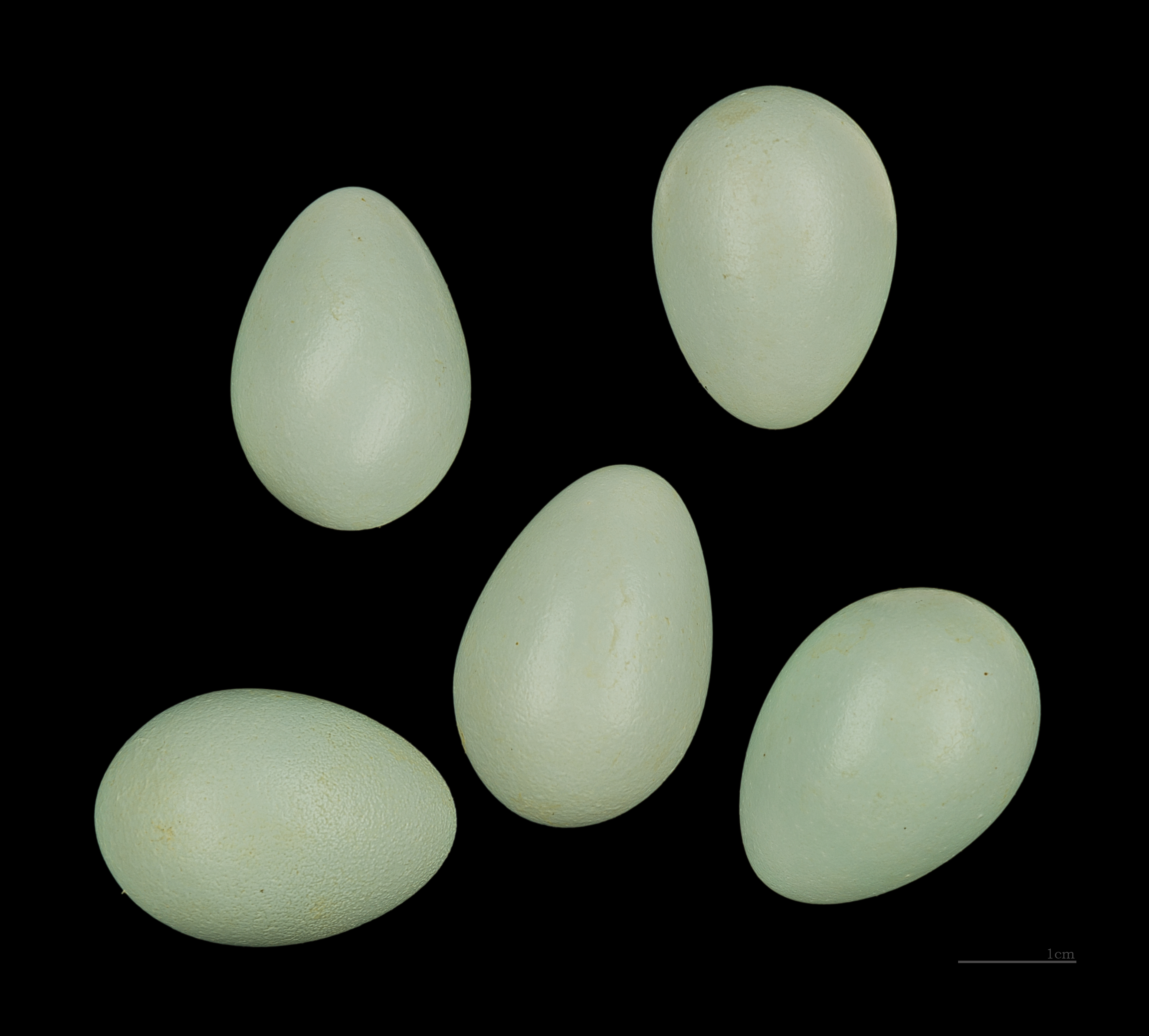
Eier des Einfarbstars

Der Einfarbstar erreicht eine Körperlänge von 19 bis 22 Zentimetern und ist dem Star sehr ähnlich, jedoch ist er im Prachtkleid völlig ungefleckt schwarz und hat einen einheitlichen, purpurfarbenen Glanz, der aus bestimmten Winkeln grün schillert. Adulte Weibchen und Männchen im ersten Sommer haben teilweise helle Flecken auf den Unterschwanzdecken. Weibchen im Schlichtkleid und im ersten Winter haben helle Flecken auf dem Rücken, dem Bauch und den Unterschwanzdecken, der Scheitel ist meistens ungefleckt, dagegen beim Star immer gefleckt. Der Schnabel der Männchen im Prachtkleid ist hellgelb, die Beine rosafarben. Im Schlichtkleid sind Schnabel und Beine dunkel.

## Stimme
Die Lautäußerungen des Einfarbstars sind denen des Stars sehr ähnlich, klingen jedoch oft klarer und schärfer, lauter und aufwärts gezogen. Die Trillerlaute sind meist kräftiger und klingen mehr rollend.